# O’Neil Thompson
O’Neil Thompson (ur. 11 sierpnia 1983 w Kingston) – jamajski piłkarz grający na pozycji obrońcy lub pomocnika w Boys' Town FC.

## Kariera klubowa
Thompson karierę rozpoczynał w Boys Town, gdzie grał od 2005 do 2007 roku. Następnie grał w duńskim Notodden FK, gdzie przez dwa lata rozegrał 10 ligowych spotkań.
W sierpniu 2009 roku piłkarz podpisał kontrakt z angielskim Burnley. W nowym klubie zadebiutował 12 września w ligowym meczu z Watford.

## Kariera reprezentacyjna
W 2006 roku Thompson zadebiutował w reprezentacji Jamajki. W listopadzie 2008 roku zdobył natomiast pierwszą i jedyną bramkę dla swojego kraju. Brał udział w Złotym Pucharze CONCACAF 2009. Łącznie w reprezentacji zagrał 20 razy.